# Lina Moreno de Uribe
Lina María Moreno de Uribe, née Morejo Mejía le 13 novembre 1955 à Medellín est, en sa qualité d'épouse du 31e président de la repúblique de Colombie Álvaro Uribe, la Première dame de Colombie du 7 août 2002 au 7 août 2010,,,.

## Biographie

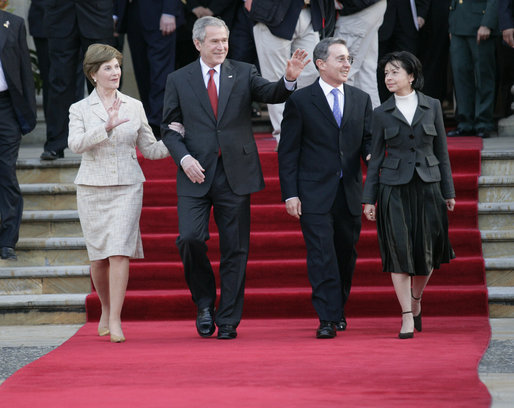
Le président américain George W. Bush, la première dame américaine Laura Bush, Lina Moreno de Uribe et le président Álvaro Uribe, le 11 mars 2007 à la Casa de Nariño.

Lina María Moreno Mejía est née le 13 décembre 1955 à Medellín. Elle est la plus jeune fille de Darío Moreno et Mariana Mejía. Elle a étudié la philosophie et la littérature à l'Université pontificale bolivarienne et a rencontré Álvaro Uribe à l'âge de 23 ans. Moreno de Uribe a été la première première dame à siéger pendant huit ans, la dernière étant María Michelsen de López, épouse d'Alfonso López Pumarejo en 1946. En tant que première dame, elle est restée en marge de la politique, se concentrant principalement sur la prévention des grossesses chez les adolescentes. Au cours de son rôle de première dame, elle a voyagé 16 fois, dont 12 en compagnie du président et 5 en son nom,.